# Wolfgang Kunkel
Wolfgang Kunkel (* 20. November 1902 in Fürth im Odenwald; † 8. Mai 1981 in München) war ein deutscher Jurist und Rechtshistoriker. Er gehört zu den weltweit herausragenden Vertretern der Wissenschaft vom Römischen Recht und der römischen Rechtsgeschichte nach dem Zweiten Weltkrieg.

## Leben
Kunkel studierte an den Universitäten Frankfurt am Main und Gießen Jura und Altertumswissenschaft. Er wurde 1924 in Freiburg im Breisgau bei Ernst Levy (1881–1968) promoviert und dort zwei Jahre später, ebenfalls bei Ernst Levy, habilitiert. 1928 wurde er außerordentlicher Professor für römisches Recht in Freiburg im Breisgau. Bereits im folgenden Jahr erhielt er einen Ruf auf eine ordentliche Professur nach Göttingen. Dort arbeitete er insbesondere mit den Klassischen Philologen Eduard Fraenkel, Hermann Fränkel und Kurt Latte zusammen, die alle wegen ihrer jüdischen Herkunft nach 1933 von den Nationalsozialisten aus ihren Ämtern verdrängt wurden. 1936 wechselte Kunkel an die Universität Bonn, 1943 an die Universität Heidelberg; seine Professur dort konnte er aber erst 1946 antreten.
Zu Anfang der nationalsozialistischen Zeit protestierte Kunkel gegen die Behandlung jüdischer Hochschullehrer und wandte sich unter anderem an den preußischen Kultusminister. Von seinem jüdischen Lehrer Ernst Levy distanzierte er sich – anders als andere Professoren – nicht, sondern hielt mit ihm auch während der NS-Zeit brieflichen Kontakt. Für seine Berufung nach Bonn im Jahr 1936 setzte sich sein von den Nationalsozialisten entlassener Vorgänger Eberhard Friedrich Bruck ein. Im Krieg wurde Kunkel eingezogen und war von 1943 bis 1945 Kriegsgerichtsrat. 1946 schrieb er dazu, er habe niemals eine Entscheidung getroffen, die er nicht in voller Weise vor seinem juristischen Gewissen verantworten konnte. Nach Einschätzung von Fritz Sturm konnte er als Wehrmachtsrichter „manches Unrecht verhindern“.
In Heidelberg wurde Kunkel 1947/48 auch Rektor der Universität. Von 1956 bis zu seiner Emeritierung 1970 lehrte er an der Universität München. Dort begründete er das Leopold-Wenger-Institut für Rechtsgeschichte. Er war Mitglied mehrerer Akademien der Wissenschaften und Träger zahlreicher Ehrendoktorwürden.
Kunkel galt als erfolgreicher akademischer Lehrer und hatte eine große Zahl von Schülern, darunter Werner Flume, Heinrich Honsell, Dieter Simon, Uwe Wesel und Sven Erik Wunner.

## Werk (Auswahl)
Kunkel widmete sich vor allem der Erforschung des antiken römischen Rechts. Dabei wandte er Methoden der Geschichtswissenschaft und der klassischen Philologie auf juristische Fragestellungen an. Zu seinen bekanntesten Publikationen gehören:
- Die römischen Juristen. Herkunft und soziale Stellung. Unveränderter Nachdruck der 2. Auflage von 1967. Köln u. a. 2001, ISBN 3-412-15000-2 (ursprünglich unter dem Titel Herkunft und soziale Stellung der römischen Juristen veröffentlicht).
- mit Roland Wittmann: Staatsordnung und Staatspraxis der römischen Republik. Zweiter Abschnitt. Die Magistratur. München 1995, ISBN 3-406-33827-5 (von Wittmann vervollständigte Ausgabe des von Kunkel unvollendet nachgelassenen Werkes).
- mit Martin Schermaier: Römische Rechtsgeschichte. Köln u. a. 2001, ISBN 3-8252-2225-X (Neubearbeitung des von Kunkel begründeten Lehrbuchs von Schermaier).
- mit Heinrich Honsell, Theo Mayer-Maly, Walter Selb: Römisches Recht. 4. Auflage. Berlin u. a. 1987, ISBN 3-540-16866-4 (aktuelle Auflage des von vielen Bearbeitern verfassten, aber von Kunkel maßgeblich geprägten Lehrbuchs).